# Adolph Wagner
Adolph Heinrich Gotthilf Wagner (født 25. marts 1835 i Erlangen, død 8. november 1917 i Berlin) var en tysk socialøkonom, søn af Rudolf Wagner og bror til Hermann Wagner.
Fra 1858 virkede Wagner som lærer ved en række forskellige læreanstalter, indtil han i 1870 blev professor ved Berlins Universitet. Wagner var i 1872 en af stifterne af Verein für Sozialpolitik, men vendte sig i 1877 fra denne forening og udvikledes efterhånden mere og mere i "statssocialistisk" retning, en ulogisk betegnelse, da Wagner står lige så langt fra socialismen som han står fra liberalismen; som næppe nogen anden betoner han statens ret til at gribe regulerende ind i økonomiske og sociale forhold.
Wagner var en ivrig tilhænger af Bismarcks socialpolitik, var 1882—85 medlem af det preussiske Abgeordnetenhaus, tilhørende det konservative parti, fra 1910 medlem af det preussiske Herrenhaus. Han deltog i den evangelisk-sociale bevægelse. Han tog til orde for statens overtagelse af jernbanerne, forsikringsvæsenet, dele af bjergværksdriften m. v., men holdt på handelens, landbrugets og industriens områder på privatdriften.
Foruden ved sin socialpolitiske virksomhed er Wagner navnlig kendt for sine finansvidenskabelige arbejder; han hævder her, at skatterne ikke blot tjener til at skaffe staten indtægter, men tillige har som formål at udjævne indkomstfordelingen; altså skattefrihed for eksistensminimum, nedsættelser for stor forsørgerbyrde og progressiv beskatning, hvilke principper nu har almindelig anerkendelse.
Wagner har blandt andet skrevet: Beiträge zur Lehre von den Banken (1857), Die Geld- und Kredittheorie der Peelschen Bankakte (1862), System der Zettelbankpolitik (1873), 6. udgave af Raus Finanzwissenschaft (1871—72), navnlig må mærkes det stort anlagte, aldrig fuldførte værk Lehrbuch der politischen Oekonomie, hvis I. del: Grundlegung udkom 1876, 3. omarbejdede udgave i 2 bind 1892—94, som 5.-8. bind af denne Lehrbuch udkom 1877—79 hans Finanzwissenschaft i 4 bind, endvidere Theoretische Sozialökonomik (1907-09).